# جورج بولوك (سياسي)
جورج بولوك هو نقابي وسياسي أسترالي، ولد في 27 يونيو 1890 في شارترز تاور ‏ في أستراليا، وتوفي في 24 مارس 1939 في بريزبان في أستراليا بسبب إصابة بعيار ناري. نشط حزبياً في Queensland Labor Party ‏. وقد انتخب Speaker of the Legislative Assembly of Queensland ‏ (15 أغسطس 1932 – 24 مارس 1939) وانتخب عضو المجلس التشريعي لولاية كوينزلاند ‏ عن دائرة غريغوري ‏ (18 أغسطس 1915 – 24 مارس 1939).